# Perca (peixe)
Perca é a denominação de qualquer espécie do gênero-tipo dos percídeos, como, por exemplo, a Perca fluviatilis, que é considerada a verdadeira perca. A perca é um conjunto de diferentes espécies de peixes nativos de água doce do mundo inteiro. A perca-do-nilo, Lates niloticus, é um dos maiores peixes de água doce, mas, por viver no lago Nasser, não é certo que tenha habitado o Nilo antigo. É possível reconhecer alguns peixes que os antigos egípcios pescavam, como a tilápia e o peixe-tigre. Outras espécies são mais difíceis de reconhecer.